# هالینا گولانکو
هالینا گولانکو (لهستانی: Halina Golanko؛ زادهٔ ۲۹ ژانویه ۱۹۴۸) بازیگر اهل لهستان است.
از فیلم‌ها یا مجموعه‌های تلویزیونی که وی در آن‌ها نقش داشته‌است، می‌توان به تنها عشق، لغزش، عنصر نامطلوب، صفر-هفت، به‌گوشم، رمز انیگما و شکنجه اشاره نمود.